# Mario Ćurić
Mario Ćurić (* 28. September 1998 in Split) ist ein kroatischer Fußballspieler.

## Karriere

### Verein
Ćurić begann seine Karriere bei Hajduk Split. Zur Saison 2017/18 rückte er in den Kader der Reserve Hajduks. In der Saison 2017/18 kam er zu 28 Einsätzen in der 2. HNL, in denen er dreimal traf. Zur Saison 2018/19 wechselte er innerhalb der zweiten Liga zum NK Solin. Für Solin machte er 23 Zweitligaspiele. Zur Saison 2019/20 wechselte der Mittelfeldspieler weiter zum Ligakonkurrenten HNK Šibenik. Bis zum COVID-bedingten Saisonabbruch kam er zu 19 Zweitligaeinsätzen. Šibenik stieg nach dem Abbruch als Zweitligameister in die 1. HNL auf.
Im August 2020 gab Ćurić dann gegen den HNK Rijeka sein Erstligadebüt. In seiner ersten Spielzeit im Oberhaus absolvierte er 35 Partien. In der Saison 2021/22 kam der Defensivspieler ebenfalls zu 35 Einsätzen, in denen ihm sieben Tore gelangen. Nach weiteren sechs Einsätzen zu Beginn der Saison 2022/23 wechselte er im September 2022 nach Russland zu Torpedo Moskau.

### Nationalmannschaft
Ćurić spielte im August 2013 einmal für die kroatische U-16-Auswahl.